# 2020년 세인트루이스 카디널스 시즌
2020년 세인트루이스 카디널스 시즌은 메이저리그에서 프로 야구단 세인트루이스 카디널스의 2020년 시즌을 일컫는다. 마이크 실트 감독이 정식으로 부임하여 맞이한 3번째 시즌이다.

## 선수단
- 선발투수 : 김광현, 허드슨, 웨인라이트, 산체스, 폰세데레온, 우드포드, 플래허티
- 구원투수 : 곰버, 웹, 갠트, 카브레라, 마이싱거, 휘틀리, 크리스매트, 엘리지, 카민스키, 크루즈, 레예스, 페르난데스, 라미레즈, 헬슬리, 오비에도, 마르티네즈
- 마무리투수 : A.밀러, 가예고스
- 포수 : 몰리나, 위터스, 키즈너
- 1루수 : 골드슈미트, 노고우스키, 라벨로
- 2루수 : 웡, 슈록
- 유격수 : 데용
- 3루수 : 에드먼, B.밀러
- 좌익수 : 오닐, 딘, 칼슨, 토마스
- 중견수 : 베이더
- 우익수 : 윌리엄스, 파울러
- 지명타자 : 카펜터

## 통계
| # | 선수       | 경기 | 이닝 | 승 | 패 | 세이브 | 홀드 | 삼진 | 방어율 |
| - | ---------- | ---- | ---- | -- | -- | ------ | ---- | ---- | ------ |
| 1 | 웨인라이트 | 10   | 65.2 | 5  | 3  | 0      | 0    | 54   | 3.15   |

| # | 선수       | 경기 | 타석 | 안타 | 2루타 | 3루타 | 홈런 | 타율  |
| - | ---------- | ---- | ---- | ---- | ----- | ----- | ---- | ----- |
| 1 | 골드슈미트 | 58   | 191  | 58   | 13    | 0     | 6    | 0.304 |
| 2 | 에드먼     | 55   | 204  | 51   | 7     | 1     | 5    | 0.250 |

| 부문            | 선수             | 기록 |
| --------------- | ---------------- | ---- |
| 승리(W)         | 웨인라이트       | 5    |
| 평균자책(ERA)   | 웨인라이트       | 3.15 |
| 탈삼진(SO)      | 웨인라이트       | 54   |
| 세이브(SV)      | 가예고스, A.밀러 | 4    |
| 홀드(HLD)       | 갠트             | 7    |
| 경기(G)         | 웹               | 21   |
| 선발(GS)        | 웨인라이트       | 10   |
| 이닝            | 웨인라이트       | 65.2 |
| 승리기여도(WAR) | 김광현           | 0.9  |

| 부문            | 선수         | 기록  |
| --------------- | ------------ | ----- |
| 타율(AVG)       | 골드슈미트   | 0.304 |
| 홈런(HR)        | B.밀러, 오닐 | 7     |
| 타점(RBI)       | 에드먼       | 26    |
| 득점(R)         | 골드슈미트   | 31    |
| 안타(H)         | 골드슈미트   | 58    |
| 출루율(OBP)     | 골드슈미트   | 0.417 |
| 장타율(SLG)     | 골드슈미트   | 0.466 |
| 도루(SB)        | 웡           | 5     |
| OPS             | 골드슈미트   | 0.883 |
| 경기(G)         | 골드슈미트   | 58    |
| 타석            | 에드먼       | 204   |
| 2루타           | 골드슈미트   | 13    |
| 3루타           | 베이더, 웡   | 2     |
| 볼넷            | 골드슈미트   | 37    |
| 승리기여도(WAR) | 골드슈미트   | 1.7   |

- 투수, 타자 순위는 규정 이닝 또는 규정 타석을 채운 선수들만 표시

## 같이 보기
- 2000년 보스턴 레드삭스 시즌
- 2016년 시애틀 매리너스 시즌
- 2017년 샌프란시스코 자이언츠 시즌
- 2021년 세인트루이스 카디널스 시즌